# Operatives Führungskommando der Bundeswehr
Das Operative Führungskommando der Bundeswehr (OpFüKdoBw) ist eine höhere Kommandobehörde der Bundeswehr. Das Kommando wurde am 1. Oktober 2024 im Wesentlichen unter Heranziehung des Territorialen Führungskommandos der Bundeswehr und des Einsatzführungskommandos der Bundeswehr aufgestellt. Es ist in Berlin (Julius-Leber-Kaserne) und in Schwielowsee (Henning-von-Tresckow-Kaserne) stationiert. Bis 1. April 2025 soll das Kommando die volle Einsatzbereitschaft erreichen und 1400 Dienstposten umfassen. Befehlshaber ist Generalleutnant Alexander Sollfrank, Stellvertreter ist Generalleutnant André Bodemann.

## Geschichte
Die Aufstellung des Operativen Führungskommandos der Bundeswehr wurde am 4. April 2024 vom Bundesminister der Verteidigung, Boris Pistorius, offiziell angekündigt. Der Aufstellungsappell fand am 9. April 2025 unter Beisein des Bundesministers der Verteidigung Boris Pistorius, der Präsidentin des Bundesrats Anke Rehlinger und dem Generalinspekteur der Bundeswehr Carsten Breuer in der Julius-Leber-Kaserne in Berlin statt.

## Verbandsabzeichen
Das Verbandsabzeichen des Operativen Führungskommandos der Bundeswehr vereint sinnbildlich die beiden Dienststellen, die zur Aufstellung des Kommandos herangezogen wurden. Das schwarz-rot-goldene Band unterstreicht den Diensteid der Soldatinnen und Soldaten, der Bundesrepublik Deutschlands treu zu dienen und die Freiheit des deutschen Volkes tapfer zu verteidigen. Es symbolisiert das Selbstverständnis der Bundeswehr: Wir dienen Deutschland. Zugleich verkörpert es die territorialen Aufgaben beim Schutz des Landes. Die stilisierte Weltkugel steht mit Blick auf Europa und die NATO-Staaten für die Kernaufgabe des Operativen Führungskommandos als primäre Schnittstelle zur NATO und zur Europäischen Union. Verbindendes Element ist das Eiserne Kreuz, das als nationales Hoheitszeichen der deutschen Streitkräfte für Tapferkeit, Freiheitsliebe und Ritterlichkeit steht.

## Stellung innerhalb der Streitkräfte
Im Osnabrücker Erlass, der am 1. Mai 2024 in Kraft trat, sind der Auftrag und die Stellung des Operativen Führungskommandos geregelt. Demnach ist das Kommando nach abgeschlossener Aufstellung in der Lage und damit beauftragt, die „nationale operative Planung und Führung“ der Streitkräfte durchzuführen. Das Kommando priorisiert die eingesetzten Kräfte und weist notwendige Unterstützungskräfte zu, während die Teilstreitkräfte weiterhin die taktische Führung verantworten. Auf Grundlage seiner Planung werden den Teilstreitkräften Unterstützungskräfte wie Sanität, Logistik, ABC-Abwehr oder Feldjäger zugeordnet. Gleichzeitig ist es „ein einheitlicher Ansprechpartner der Streitkräfte für nationale Stellen auf Bundes- und Landesebene, internationale Partner und multinationale Akteure“. Durch die Aufstellung soll die „strategische, operative und taktische Ebene systematisch voneinander getrennt“ werden.
Im Rahmen des „besonderen Aufgabenbereich[s] der Operationsplanung und operativen Führung“ ist der Befehlshaber OpFüKdoBw „den Inspekteurinnen und Inspekteuren der Teilstreitkräfte sowie den verantwortlichen Befehlshaberinnen und Befehlshabern und Kommandeurinnen und Kommandeuren im Bereich des Unterstützungskommandos der Bundeswehr vorgesetzt“ gem. § 3 Vorgesetztenverordnung.

## Struktur
Das dem Verteidigungsministerium direkt unterstellte OpFüKdoBw hat eine international vergleichbare J-Gliederung. An der Spitze des Kommandos steht der Befehlshaber mit seinem Stellvertreter und dem Chef des Stabes. Der Befehlshaber ist gleichzeitig Nationaler Territorialer Befehlshaber.

## Auftrag
Das OpFüKdoBw ist die Schnittstelle zwischen Verteidigungsministerium (strategische Ebene) und Truppe (taktische Ebene). Es übersetzt die Forderungen der Politik in konkrete militärische Aufträge. Gleichzeitig vermittelt das Kommando der politischen Ebene, welche Rahmenbedingungen gegeben sein müssen, damit Heer, Luftwaffe, Marine und Cyber- und Informationsraum ihre Aufträge erfüllen können.
Die Aufgaben des Kommandos sind dabei:
- Priorisierung Aufträge, Truppe und Fähigkeiten der Bundeswehr
- Koordinierung der Unterstützung für NATO-Truppen beim Aufenthalt in Deutschland
- Führung und Koordinierung von Amts- und Katastrophenhilfe
- Erstellung eines gemeinsamen Lagebildes für das Verteidigungsministerium
- Operative Planung und Einsatz von Spezialkräften und Führung über den Direktor Spezialkräfte der Bundeswehr

## Unterstellte Truppenteile

### Landeskommandos
Die bestehenden 16 Landeskommandos sind, unter Konzentration auf ihren Kernauftrag, der zivil-militärischen Zusammenarbeit, dem OpFüKdoBw direkt unterstellt.
- Landeskommando Baden-Württemberg
- Landeskommando Bayern
- Landeskommando Berlin
- Landeskommando Brandenburg
- Landeskommando Bremen
- Landeskommando Hamburg
- Landeskommando Hessen
- Landeskommando Mecklenburg-Vorpommern
- Landeskommando Niedersachsen
- Landeskommando Nordrhein-Westfalen
- Landeskommando Rheinland-Pfalz
- Landeskommando Saarland
- Landeskommando Sachsen
- Landeskommando Sachsen-Anhalt
- Landeskommando Schleswig-Holstein
- Landeskommando Thüringen

### Zentrum Counter-IED/UxS
Ebenfalls ist dem OpFüKdoBw das Zentrum Counter-IED/UxS direkt unterstellt. Zu den Aufgaben des Zentrums Counter-IED/C-UxS gehört die Feststellung, Aus- und Bewertung der IED-Bedrohung in den Einsatzgebieten und einsatzgleichen Verpflichtungen sowie die Abwehr von Bedrohungen durch unbemannte Systeme in allen Dimensionen.
- Zentrum Counter-IED/UxS[6]

## Führung

### Befehlshaber
| Nr. | Name                                | Teilstreitkraft | Beginn       | Ende | Anmerkungen |
| --- | ----------------------------------- | --------------- | ------------ | ---- | --- |
| 1   | Generalleutnant Alexander Sollfrank | Heer            | 1. Okt. 2024 |      | Vorher Kommandeur des Multinationalen Kommandos Operative Führung sowie des Joint Support and Enabling Command der NATO |

### Stellvertretender Befehlshaber
| Nr. | Name                           | Teilstreitkraft | Beginn       | Ende | Anmerkungen                                                                                      |
| --- | ------------------------------ | --------------- | ------------ | ---- | ------------------------------------------------------------------------------------------------ |
| 1   | Generalleutnant André Bodemann | Heer            | 1. Okt. 2024 |      | Parallel Befehlshaber des Territorialen Führungskommandos der Bundeswehr bis zu dessen Auflösung |

### Chef des Stabes
| Nr. | Name                      | Teilstreitkraft | Beginn    | Ende | Anmerkungen                                                              |
| --- | ------------------------- | --------------- | --------- | ---- | ------------------------------------------------------------------------ |
| 1   | Generalmajor Tilo Maedler | Luftwaffe       | Jan. 2025 |      | Zuvor Chef des Stabes des Territorialen Führungskommandos der Bundeswehr |